# Babullah de Ternate
 (avril 2024).
La mise en forme du texte ne suit pas les recommandations de Wikipédia : il faut le « wikifier ».
Les points d'amélioration suivants sont les cas les plus fréquents. Le détail des points à revoir est peut-être précisé sur la page de discussion.
- Les titres sont pré-formatés par le logiciel. Ils ne sont ni en capitales, ni en gras.
- Le texte ne doit pas être écrit en capitales (les noms de famille non plus), ni en gras, ni en italique, ni en « petit »…
- Le gras n'est utilisé que pour surligner le titre de l'article dans l'introduction, une seule fois.
- L'italique est rarement utilisé : mots en langue étrangère, titres d'œuvres, noms de bateaux, etc.
- Les citations ne sont pas en italique mais en corps de texte normal. Elles sont entourées par des guillemets français : « et ».
- Les listes à puces sont à éviter, des paragraphes rédigés étant largement préférés. Les tableaux sont à réserver à la présentation de données structurées (résultats, etc.).
- Les appels de note de bas de page (petits chiffres en exposant, introduits par l'outil «  Source ») sont à placer entre la fin de phrase et le point final[comme ça].
- Les liens internes (vers d'autres articles de Wikipédia) sont à choisir avec parcimonie. Créez des liens vers des articles approfondissant le sujet. Les termes génériques sans rapport avec le sujet sont à éviter, ainsi que les répétitions de liens vers un même terme.
- Les liens externes sont à placer uniquement dans une section « Liens externes », à la fin de l'article. Ces liens sont à choisir avec parcimonie suivant les règles définies. Si un lien sert de source à l'article, son insertion dans le texte est à faire par les notes de bas de page.
- La présentation des références doit suivre les conventions bibliographiques. Il est recommandé d'utiliser les modèles {{Ouvrage}}, {{Chapitre}}, {{Article}}, {{Lien web}} et/ou {{Bibliographie}}. Le mode d'édition visuel peut mettre en forme automatiquement les références.
- Insérer une infobox (cadre d'informations à droite) n'est pas obligatoire pour parachever la mise en page.

Pour une aide détaillée, merci de consulter Aide:Wikification.
Si vous pensez que ces points ont été résolus, vous pouvez retirer ce bandeau et améliorer la mise en forme d'un autre article.
Le sultan Babullah (10 février 1528 (?) - juillet 1583), également connu sous le nom de sultan Baabullah (ou Babu [Baab] dans les sources européennes) était le 7e sultan et le 24e souverain du sultanat de Ternate aux Moluques qui a régné entre 1570 et 1583. Il est connu comme le plus grand sultan de l'histoire de Ternate et des Moluques, qui a vaincu les occupants portugais à Ternate et a conduit le sultanat vers un âge d'or à la fin du XVIe siècle. Le sultan Babullah était communément connu comme le souverain de 72 îles de l'est de l'Indonésie, comprenant la plupart des îles Moluques, Sangihe et certaines parties de Sulawesi, avec des influences jusqu'à Solor, Sumbawa oriental, Mindanao et Raja Ampat. Son règne inaugure une période de libre-échange des épices et des produits forestiers qui confère aux Moluques un rôle important dans le commerce asiatique.

## Jeunesse
Il serait né le 10 février 1528, mais cela pourrait être plus tardif puisque selon certaines sources, son père serait né autour de 1522. Kaicili Baab était le fils le plus âgé, ou l'un des plus âgés, du sultan Hairun (r. 1535-1570) et de son épouse Boki Tanjung de Bacan. Selon certaines versions, sa mère était la fille du sultan Alauddin Ier de Bacan, pour d'autres, elle venait de Mandioli, à l'ouest de l'île de Bacan. On sait peu de choses sur son enfance, si ce n'est que son père a favorisé sa formation religieuse ; on lui a appris à « prêcher au peuple », ce qui signifie qu'il a reçu une connaissance approfondie du Coran. Le prince Baab et ses frères ont apparemment été formés par un mubaligh (érudit islamique) et un expert militaire. Selon la chronique ultérieure de Naïdah, il était le fils adoptif du sultan de Bacan. Dans son enfance, il accompagne également son père, le suivant dans son exil temporaire à Goa en 1545-1546. Plus tard, il l'aide à diriger les affaires du gouvernement et du sultanat et cosigne un acte de vassalité en 1560 - la plus ancienne lettre indonésienne avec sceaux conservée. Il est connu dans les sources portugaises contemporaines comme l'héritier du trône ( herdeiro do reino ), bien que certaines sources ultérieures disent qu'il avait un ou deux frères avec des prétentions plus légitimes.

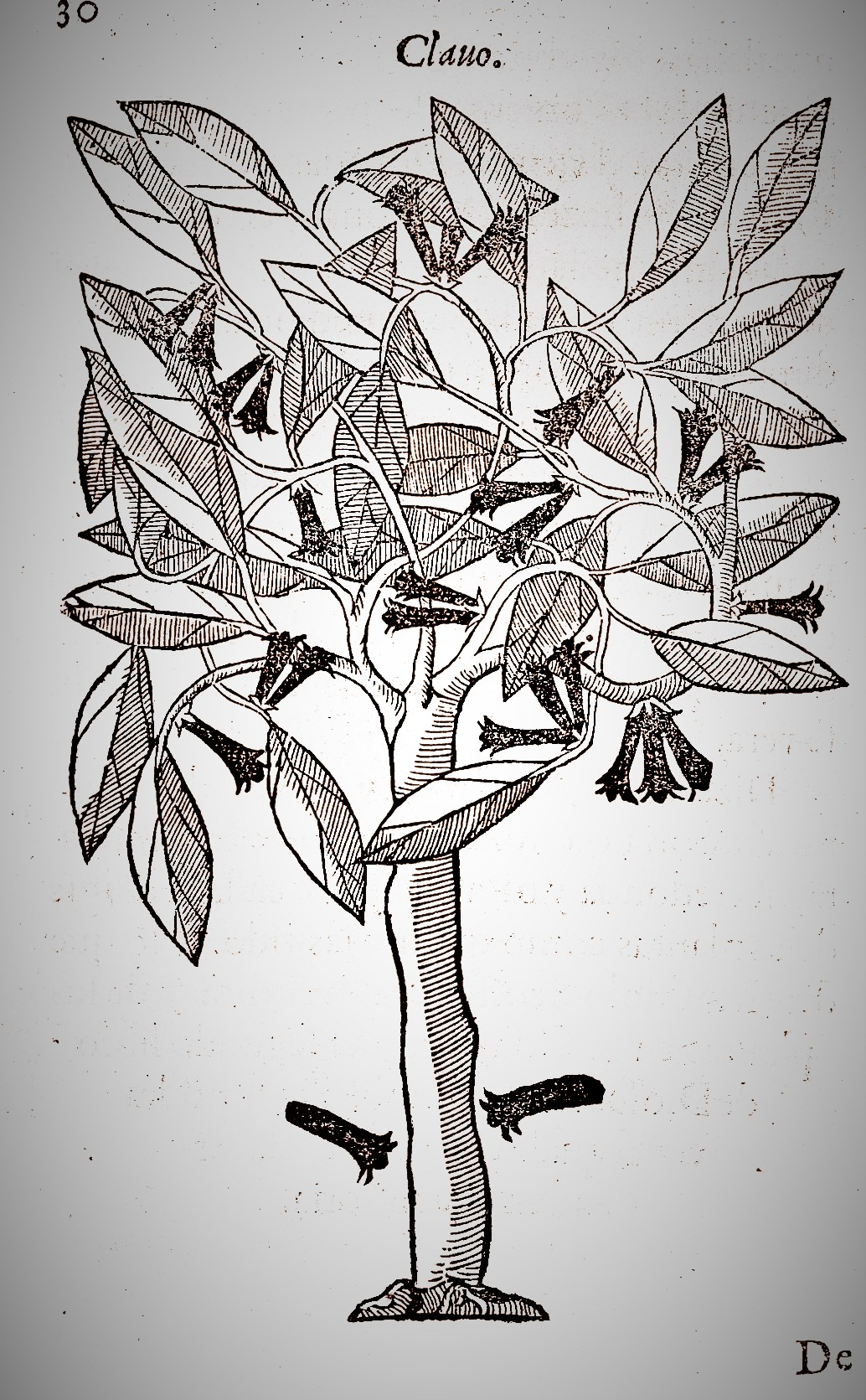
Un giroflier tel que représenté dans Cristóbal Acosta, Tractado de las drogas y medicinas de las Indias orientales, 1578.

Ternate était un centre important pour le commerce des clous de girofle. Les Portugais s'y implantèrent en 1522 avec la construction d'un fort. L'élite de Ternate coopéra d'abord avec les colons dont l'armement et la possession de l'entrepôt commercial de Malacca en faisaient des alliés précieux. Cependant, le comportement des commandants et des soldats portugais suscita bientôt du ressentiment chez les habitants de Ternate. Le sultan Hairun avait des relations difficiles avec les capitaines portugais qui l'aidèrent néanmoins à vaincre les autres sultanats des Moluques du Nord, de Tidore et de Jailolo. Un conflit entre Ternate et les Portugais éclata dans les années 1560, lorsque les musulmans d'Ambon appelèrent à l'aide le sultan contre les Européens, alors déterminés à christianiser l'île. Le sultan Hairun envoya une flotte de guerre sous les ordres du prince Baab qui se présenta devant le village chrétien de Nusaniwi en 1563 et exigea sa reddition. Cependant, le siège dut être levé lorsque trois navires portugais vinrent renforcer le village assiégé. En 1564, les Portugais furent contraints de quitter complètement Ambon, mais ils y revinrent et y établirent une place forte en 1569. En 1563, Baab entreprit une expédition dans les parties nord de Sulawesi afin de placer ces terres sous le royaume de son père. Les autorités portugaises des Moluques comprirent que cela serait lié à la diffusion de l'islam et donc préjudiciable à leur position aux Indes orientales, et des efforts furent faits pour convertir les populations de Menado, de l'île de Siau, de Kaidipang, de Toli-Toli, au christianisme.
Malgré tous ces conflits, les relations entre les Portugais et le sultanat de Ternate ne furent pas entièrement rompues. L'officier Gonçalo Pereira Marramaque dirigea une expédition aux Philippines en 1569, à laquelle les dirigeants de Tidore, Bacan et Ternate furent convoqués pour y participer. Le prince Baab s'est présenté avec quinze korakoras (grands stabilisateurs). Cependant, comme Ternate n'était que peu intéressé par cette entreprise, Baab se détourna en chemin et amena sa flotte vers le détroit de Malacca où il se livra à des actes de piraterie. Il perdit néanmoins 300 hommes dans son entreprise.

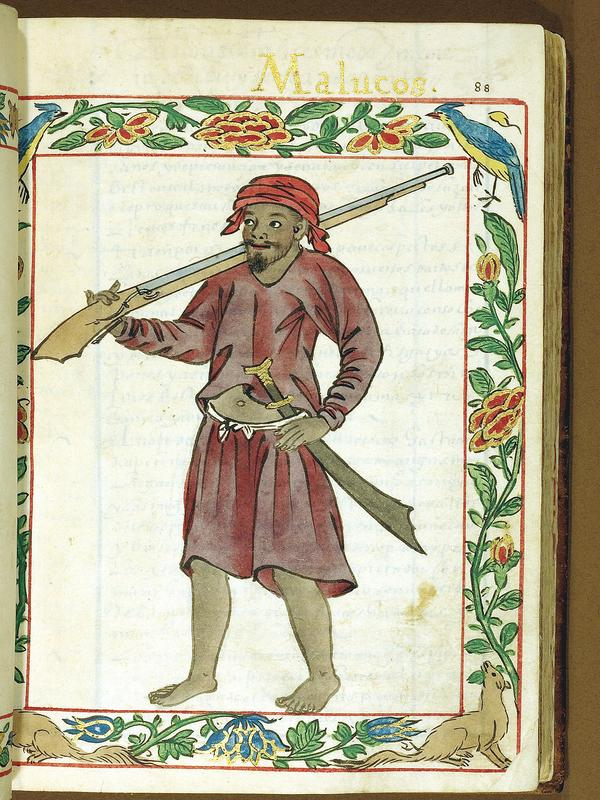
Soldat autochtone des Moluques, Codex Boxer, fin du XVIe siècle.

## La mort du sultan Hairun
Après des affrontements pour le contrôle de l'île d'Ambon, Hairun renforce son pouvoir ce qui inquiète les dirigeants portugais. Il attaqua les zones sous influence portugaise de Halmahera. Dominant les voies navigables de la région, il pouvait arrêter les livraisons vitales de denrées alimentaires de Moro à Halmahera vers la colonie portugaise de Ternate. En 1570, le capitaine Diogo Lopes de Mesquita (1566-1570) entreprit une réconciliation officielle avec le sultan, mais l'atmosphère restait tendue. L'appel à la paix des Portugais visait uniquement à gagner du temps pour consolider leurs forces.
Sous prétexte de discuter d'une question urgente, Lopes de Mesquita invita Hairun à la forteresse de São João Baptista le 25 février 1570 pour un repas. Le sultan accepta l'invitation et s'y rendit sans ses gardes du corps, ceux-ci n'étant pas autorisés à entrer dans la forteresse. Un neveu du capitaine, Martim Afonso Pimentel, était posté juste à l'intérieur du portail. Alors que le sultan était sur le point de partir, Pimentel le transperça de son poignard et la victime tomba mourante. Mesquita estimait qu'en supprimant Hairun, les Moluques perdraient leur seul leader éminent et la résistance à la présence portugaise serait ainsi détruite. Il a cependant sous-estimé ici le ressentiment anti-portugais qui s'était accumulé au cours des dernières décennies, notamment via le prince Baab.

## Couronnement du sultan Babullah

### Couronnement en tant que sultan
La mort du sultan Hairun déclencha la colère des habitants de Ternate et des différents rois des Moluques. Le conseil royal, avec le soutien de divers Kaicilis (princes) et Sangajis (sous-dirigeants), se réunit sur la petite île de Hiri et a présenté Kaicili Baab comme prochain sultan de Ternate avec le titre de Sultan Babullah Datu Syah . Selon un récit ultérieur, ils proclamèrent : « Que valoriserions-nous les Portugais si nous devenons conscients de notre propre force ? Que pouvons-nous craindre ou ne pas oser tenter ? Les Portugais valorisent celui qui vole le plus et est coupable du plus grand crime... Notre pays est à nous et la défense de nos parents, de nos femmes, de nos enfants et de notre liberté nous incombe. » Le nouveau sultan eu pour objectif de lutter pour rétablir l'Islam aux Moluques, de faire du sultanat de Ternate un royaume puissant, et de forcer les Portugais à quitter le royaume.

### Annonce du Jihad
Après l'investiture du sultan Babullah, un vœu solennel d'inimitié irréconciliable envers les Portugais fut proclamé dans le sultanat. Bien que le mot ne soit pas utilisé par les sources européennes, cela correspondait à la guerre sainte ou Jihad, comme le montre l'agenda fortement antichrétien. Tout comme son père, il s'est imposé comme l'élément rassembleur des différents groupes ethniques et culturels de l'archipel. Pour renforcer sa position, le sultan Babullah épousa une sœur du sultan Gapi Baguna de Tidore. Certains des autres rois des Moluques oublièrent temporairement leurs rivalités et unirent leurs forces sous le sultan Babullah et la bannière de Ternate. La cause du sultan Babullah a été soutenue par un certain nombre de commandants compétents, tels que le roi de Jailolo, le gouverneur de Sula Kapita Kapalaya, le seigneur de la mer d'Ambon Kapita Rubohongi et son fils Kapita Kassingu (Kalasinka). Selon des sources espagnoles, le sultan Babullah a réussi à mobiliser 133 300 soldats sous sa bannière, provenant d'une vaste zone allant de Sulawesi à la Nouvelle-Guinée. Cela ferait une marine de quelque 2 000 korakoras. Bien que les chiffres soient discutables, ils indiquent l’étendue de son pouvoir et de son prestige.

## Expulsion des Portugais

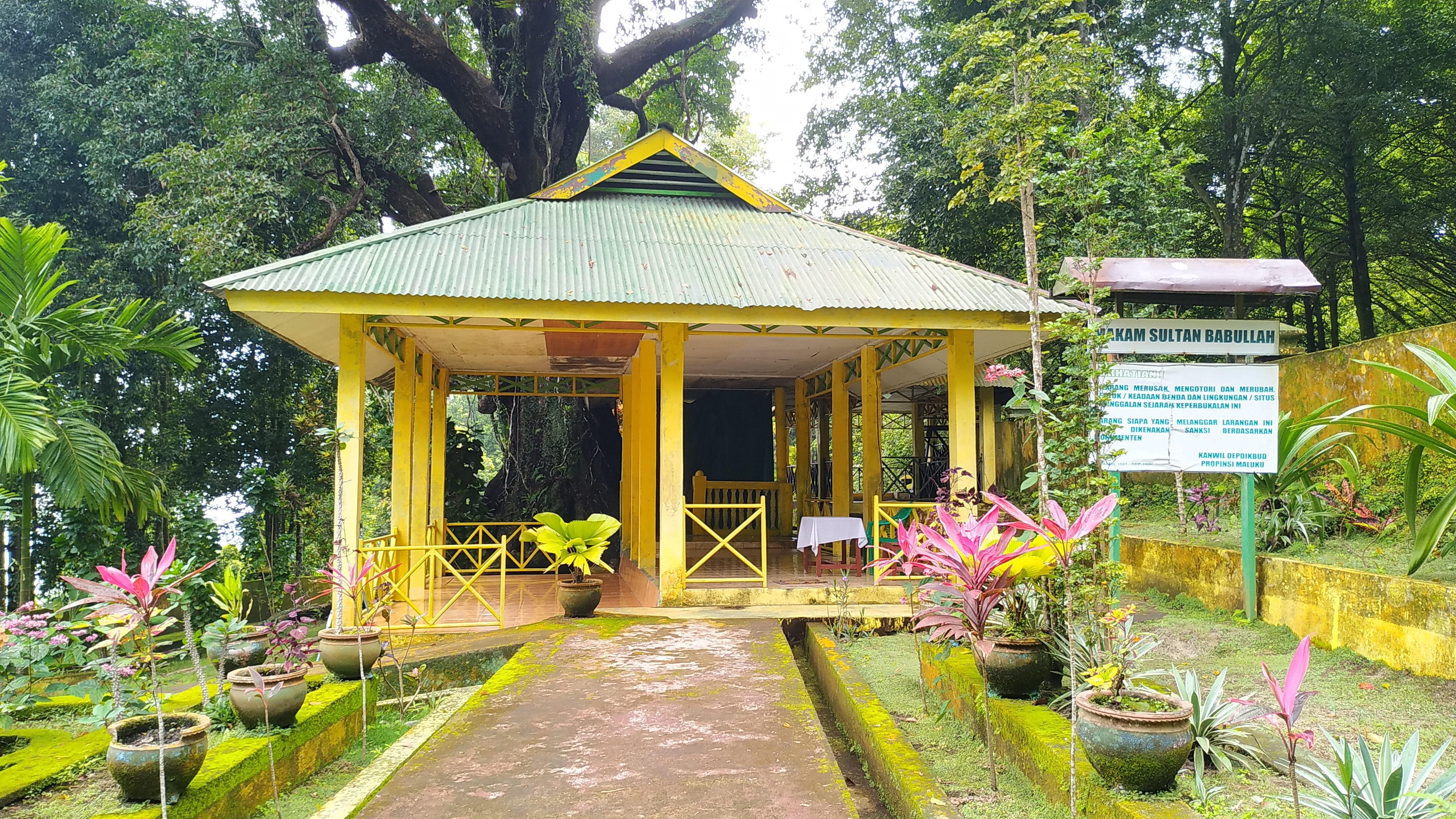
La tombe du sultan Babullah à Foramadiahi, Ternate

Après l'assassinat de Hairun, le sultan Babullah a exigé la remise de Lopes de Mesquita pour jugement. Les forteresses portugaises de Ternate, à savoir Tolucco, Sainte-Lucie et Santo Pedro, sont prises par les forces du Sultan, ne laissant que la citadelle de São João Baptista. À la demande de Babullah, les forces de Ternate assiègent São João Baptista. Pendant le siège, l'approvisionnement alimentaire était limité à de petites rations de sagou, de sorte que les habitants du fort pouvaient à peine survivre. Les Ternatiens toléraient néanmoins des contacts occasionnels entre les assiégés et les insulaires - il faut rappeler que beaucoup de Ternatiens avaient épousé des Portugais et vivaient dans le fort avec leurs familles. Dans leur état déprimé, les Portugais ont reçu Alvaro de Ataide comme nouveau capitaine, en remplacement de Lopes de Mesquita. Cette décision n'a toutefois pas altéré la détermination de Babullah à évincer les Européens.
Les forces du Sultan attaquèrent aussi les zones du nord de Halmahera et de Morotai où la mission jésuite avait progressé. Le dirigeant baptisé de Bacan fut contraint de revenir à l'islam vers 1575 et fut ensuite empoisonné. Le sultan porta également la guerre à Ambon où les Portugais avaient construit une forteresse en 1569. En 1570, une flotte de Ternate de six grandes korakoras sous la direction de Kapita Kassingu envahit Ambon. Bien que Kassingu fut tué dans une bataille navale au cap Mamala, les Ternatiens ont réussi à soumettre Hoamoal (à Ceram), Ambelau, Manipa, Kelang et Boano. Les troupes portugaises sous la capitainerie de Sancho de Vasconcellos conservèrent la forteresse avec beaucoup de difficulté et perdirent une grande partie de leur emprise sur le commerce des clous de girofle. Vasconcellos, aidé par les indigènes chrétiens, réussit à repousser les troupes de Ternate sur l'île de Buru pendant un certain temps, mais elle tomba bientôt après que Ternate renouvela son assaut sous la direction de Kapita Rubohongi.
En 1575, la plupart des positions portugaises aux Moluques étaient tombées et les tribus ou royaumes indigènes qui les avaient soutenus étaient durement mis à mal. Il restait la forteresse de São João Baptista, toujours assiégée. Pendant cinq ans, les Portugais et leurs familles ont vécu une vie difficile dans le château, coupés du monde extérieur. Le sultan Babullah a finalement lancé un ultimatum pour quitter Ternate dans les 24 heures. Ceux qui étaient indigènes à Ternate étaient autorisés à rester à condition qu'ils deviennent sujets royaux. L'actuel capitaine Nuno Pereira de Lacerda a accepté les conditions. Il s’agissait de la première victoire majeure remportée par le peuple de ce qui est aujourd’hui l’Indonésie contre une puissance occidentale. Il a été décrit comme un événement très important car il a retardé la colonisation occidentale dans l’archipel des Indes orientales pendant près d’un siècle.
Ainsi, le 15 juillet 1575, les Portugais quittèrent Ternate en disgrâce. Malgré cela, les marchands portugais pouvaient toujours venir librement et les prix des clous de girofle restèrent fixes. Un petit groupe de Portugais a été contraint de rester à Ternate comme otages. Une armada de secours portugaise a embarqué la plupart des Portugais et s'est dirigé vers Ambon où ils ont renforcé la garnison locale dans ce qui est aujourd'hui la ville d'Ambon. Certains se sont retrouvés à Malacca tandis que d'autres se sont rendus à Solor et à Timor où ils se sont engagés dans le commerce lucratif du bois de santal et y sont restés pendant les 400 années suivantes.

## Visite de Francis Drake
Le 3 novembre 1579, le sultan Babullah reçut la visite de Francis Drake, marin et aventurier anglais. Drake et son équipage, réalisant le deuxième tour du monde, traversèrent le Pacifique avec cinq navires, dont le Golden Hind . L'Anglais a décrit Babullah comme un homme « de grande stature, très corpulent et bien organisé, d'un visage très princier et reconnaissant ». Babullah reçut ses invités avec joie, sortant avec une flotte de bateaux pour les accueillir. Le souverain a déclaré son amitié éternelle avec la reine Elizabeth, apparemment dans le but de monter les Anglais contre les Portugais. Dans ses relations avec Babullah, Drake a néanmoins résisté aux invitations à se joindre à une campagne contre le fort portugais de Tidore.

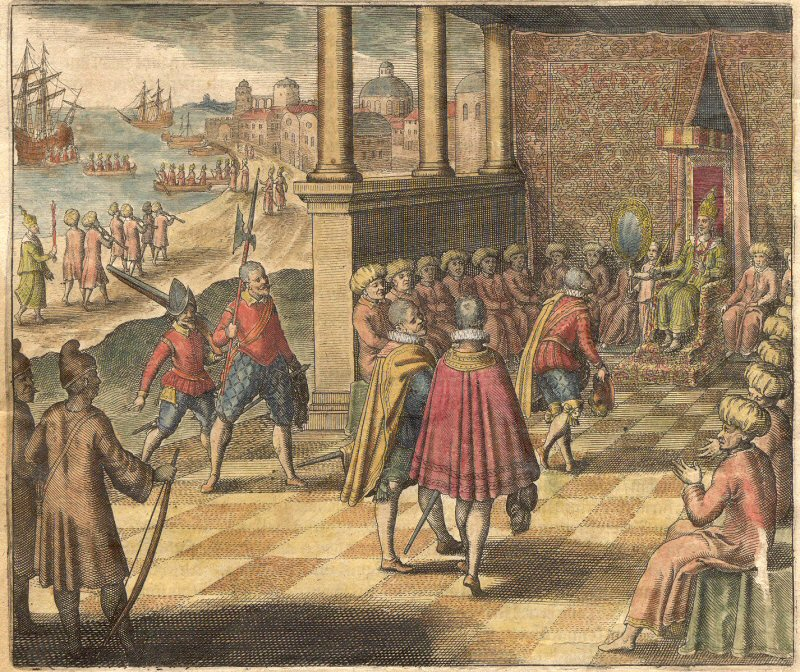
Visite de Francis Drake au sultan Babullah en 1579. Illustration de Théodor de Bry.

Après un premier cycle de négociations, Babullah a envoyé un somptueux repas à Drake et à ses hommes : du riz, du poulet, de la canne à sucre, du sucre liquide, des fruits, des noix de coco et du sagou. Entre le sultan et Francis Drake est né un respect mutuel. Francis Drake a été impressionné par Babullah, notant l'énorme respect dont il jouissait de la part de ses sujets. Avant de quitter Ternate en novembre, Drake a reçu un message de Babullah à apporter à la reine, accompagné d'une bague symbolisant son engagement dans une alliance. Drake emporta avec lui une petite quantité de clou de girofle de première qualité et entreprit sa traversée des îles indonésiennes via Sulawesi, Baratiue (à Nusa Tenggara Timur ?) et Java.

### Le rapport de Francis Drake
Le sultan Babullah a accueilli ses invités avec de grandes cérémonies lors d'une occasion spéciale. Le rapport de Francis Drake décrit l'atmosphère de la réunion :

« Pendant que nos gens attendaient l'arrivée du sultan pendant une demi-heure, ils avaient une meilleure chance d'observer ces choses ; aussi, avant l'arrivée du sultan, il y avait trois rangées de vieux personnages nobles, qui auraient tous été des conseillers du roi ; au fond de la maison était placé un groupe de jeunes gens, habillés et élégants. À l'extérieur de la maison, à droite, se tenaient quatre hommes aux cheveux gris, tous vêtus de longues robes rouges jusqu'au sol, mais les couvre-chefs n'étaient pas très différents de ceux des Turcs ; on les appelait Romains/Européens, ou étrangers, qui étaient là comme intermédiaires pour maintenir le commerce avec cette nation ; il y eut aussi deux Turcs, un Italien comme intermédiaire, et enfin un Espagnol, libéré des mains portugaises par le sultan lors de la reconquête de l'île, qui quittèrent les rangs comme soldats pour servir le sultan.
Le roi sortit enfin du château, suivi de 8 ou 10 sénateurs, ombragé d'un dais très luxueux (avec des ornements d'or en relief au centre), et gardé par 12 lances dont les pointes étaient tournées vers le bas ; notre peuple (accompagné de Moro, le frère du sultan), s'est levé pour le rencontrer, et il l'a très gentiment accueilli et échangé des plaisanteries avec eux. Comme nous l'avons décrit plus haut, il parlait doucement, avec un discours modéré, avec l'élégance de l'attitude d'un sultan et d'un Maure par nation. Ses vêtements étaient à la mode des autres habitants de son pays, mais beaucoup plus luxueux, comme l'exigeaient son existence et son statut ; de la taille jusqu'au sol, il portait un très riche drap brodé d'or. Ses jambes étaient nues, mais il avait aux pieds une paire de chaussures en velours rouge ; ses coiffures incrustées d'anneaux d'or, larges d'un pouce ou d'un pouce et demi, qui les rendaient belles et princières, comme une couronne ; il portait au cou une chaîne d'or pur à très gros maillons et un pli double ; à sa main gauche se trouvaient un diamant, une émeraude, un rubis et une turquoise, 4 pierres précieuses très belles et parfaites ; à sa main droite, dans un anneau, il y avait une grosse pierre turquoise parfaite, et dans l'autre anneau se trouvaient de nombreux diamants plus petits, qui étaient très artistiquement sertis.
Ainsi il était assis sur le trône de son royaume, et à droite se tenait un serviteur avec un éventail très coûteux (richement brodé et décoré de saphirs). Il éventait et rassemblait l'air pour rafraîchir le sultan, car chez lui il faisait très chaud, à la fois à cause du soleil et du rassemblement de tant de personnes. Après un certain temps, après que ces messieurs eurent transmis leur message et reçu une réponse, ils furent autorisés à partir et furent ramenés sains et saufs par l'un des chefs du Conseil du Sultan, ce que le Sultan lui-même avait chargé de faire. »

## Le sultan Babullah et l'âge d'or de Ternate
Avec le départ des Portugais, le sultan Babullah transforma São João Baptista en sa propre forteresse qui servait également de palais. Il rénova et renforça le site puis changea son nom en Gammalamo . Sous l'égide de Babullah, les flottes commerciales de Malacca continuaient d'arriver à Ternate d'année en année, de sorte que le flux commercial avec l'Europe et le reste du monde se poursuivait. Plus aucun privilège n'était accordé, les marchands occidentaux étaient donc traités de la même manière que les commerçants d'autres pays et étaient soumis à une stricte surveillance. Le sultan Babullah a même publié un règlement obligeant chaque Européen arrivant à Ternate à retirer son chapeau et ses chaussures.

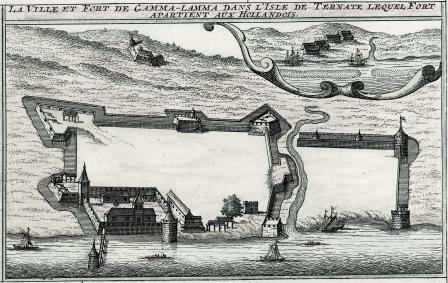
La résidence fortifiée de Babullah, Gammalamo, telle qu'elle était en 1607. Le fort d'origine se trouve en bas à gauche.

Le sultan Babullah a maintenu ou créé un réseau d'alliances avec d'autres dirigeants et lieux de l'archipel indonésien. Les musulmans javanais des royaumes portuaires du Pesisir devinrent les alliés de Ternate. Des visites fréquentes ont été entreprises dans les zones revendiquées par Ternate, où leur loyauté envers la politique du sultan était demandée. En 1580, Babullah aurait dirigé une grande expédition navale ( hongi ) qui visita plusieurs endroits de Sulawesi. Le souverain s'est également rendu à Makassar et a rencontré le roi de Gowa, Karaeng Karobo, probablement Tunijallo des chroniques makassariennes. Les deux dirigeants ont conclu une alliance par laquelle Babullah a invité Karaeng Karobo à se convertir à l'islam. La tradition de Ternate insiste sur le fait que le roi a accepté l'Islam, mais d'autres sources précisent que Gowa ne s'est converti qu'en 1605. Bien que le dirigeant de Gowa ait poliment refusé de devenir musulman, le sultan Babullah, en signe de ce nouveau lien, a construit une forteresse sur la côte de Gowa appelée Somba Opu . Sa flotte entreprit ensuite la conquête de l'île de Selayar au sud de Sulawesi. Selon une version, Babullah aurait en fait accordé Selayar à Makassar en signe d'amitié éternelle.
Sous la direction de Babullah, le sultanat de Ternate atteint son apogée. Une combinaison de l'influence sociopolitique islamique, des séquelles de la présence portugaise et de l'augmentation des ventes de clous de girofle a intensifié le contrôle royal sur les territoires et les épices. Au début de son règne, le sultan envoya des flottes pour soumettre Buru, Ceram et certaines parties d'Ambon ; et pendant le hongi en 1580, les chefferies du nord de Sulawesi furent subordonnées. La tradition locale dit que Ternate a utilisé une combinaison d'ingérence dans les luttes de pouvoir internes et la politique matrimoniale pour gagner de l'influence. Le roi Humonggilu de Limboto a fait appel à l'aide de Ternate pour vaincre son adversaire Pongoliwu de Gorontalo, épousant alors la sœur de Babullah, Jou Mumin. La sœur du roi vaincu fut à son tour amenée à Ternate et mariée à un noble local. Babullah lui-même aurait épousé une princesse de la baie de Tomini, Owutango, qui a joué un rôle central dans la propagation de l'islam dans la région. Au cours de l'expédition de 1580, Banggai, Tobungku (tous deux dans l'est de Sulawesi), Tiworo (sud-est de Sulawesi) et Buton tombèrent également sous l'emprise du sultan. L'influence de Ternate s'est également fait sentir dans les îles Solor proches du Timor, avec accès au bois de santal, et sur les îles Banda, productrices de noix de muscade. Une liste de dépendances dressée par les Espagnols en 1590 mentionne en outre Mindanao, les îles de Raja Ampat et les royaumes de Sumbawa, Bima et Kore, bien que ces lieux n'étaient probablement que très vaguement rattachés. Alors que les zones périphériques n'étaient que de simples vassaux, d'autres régions étaient placées sous la direction de dirigeants adjoints nommés par le sultan, appelés Sangaji (prince honoré). Babullah était surnommé le souverain des 72 îles, comme le raconte l'historien et géographe néerlandais François Valentijn (1724). À cette époque, le sultanat de Ternate était de loin le plus grand royaume islamique de l’est de l’Indonésie moderne.

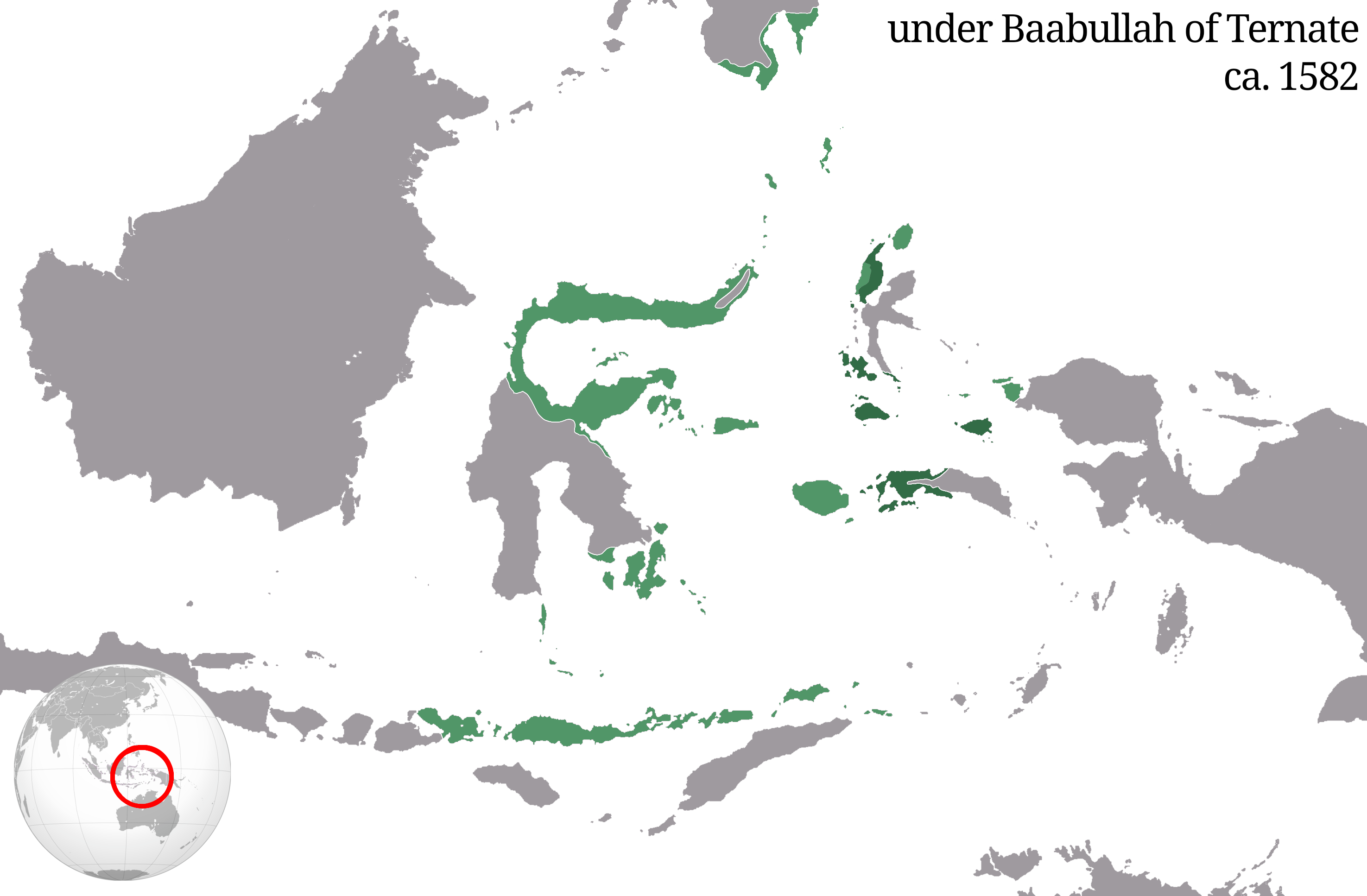
Étendue approximative du sultanat de Ternate à la fin du règne de Babullah.

## Luttes continues avec les Portugais et les Espagnols
Le règne du sultan était loin d’être sans opposition. Le sultan de Tidore, Gapi Baguna, avait soutenu Babullah après le meurtre de Hairun, mais devenait de plus en plus inquiet face aux ambitions de pouvoir de Ternate. Il s'embarqua donc vers Ambon en 1576 pour nouer une alliance stratégique avec les Portugais. Sur le chemin du retour, il fut piégé par une flotte de Ternate et capturé, bien qu'il fût libéré grâce à un raid audacieux de son parent Kaicili Salama. Gapi Baguna autorisa désormais les Portugais à construire un fort sur Tidore (1578), dans l'espoir d'attirer le commerce du clou de girofle et d'obtenir un soutien militaire contre Ternate. La fusion du Portugal avec l'Espagne en 1581 n'a pas entrainé l'union des sphères espagnole et portugaise d'Asie, et les Portugais ont souhaité maintenir la trêve fragile avec Babullah. Ils réussirent à persuader Babullah de ne pas conclure d'accord diplomatique avec les Espagnols à Manille. Néanmoins, les forces des Philippines espagnoles intervinrent bientôt pour soutenir les positions ibériques aux Moluques. Une force espagnole arriva à Tidore en 1582 et tenta d'affaiblir Babullah par des incursions sur Ternate. Cependant, les Espagnols furent durement touchés par une épidémie et durent retourner à Manille sans grand résultat. Les conséquences de la position espagnole aux Philippines furent ressenties par le successeur de Babullah , Saidi Berkat, en 1606.

## Diplomatie musulmane
Le sultan a poursuivi la politique de son père consistant à établir des liens avec des régimes politiques musulmans lointains. Vers 1570, les États musulmans du sud de l'Inde et d'Aceh, avec le soutien des Ottomans, ont lancé une attaque coordonnée contre les possessions portugaises, probablement liée aux efforts de Babullah. Toutes ces attaques ont été repoussées par les Portugais, sauf aux Moluques. L'envoyé de Babullah, Kaicili Naik, fut envoyé à Lisbonne où il rencontra Philippe II d'Espagne et du Portugal et exigea que le meurtrier de Hairun soit puni (bien que Pimentel ait en fait déjà été tué lors d'un incident à Java ). Les négociations n'ont pas été concluantes ; cependant, l'objectif principal de l'ambassade était de conclure des alliances en cours de route avec les dirigeants islamiques de Brunei, d'Aceh et de Java (faisant apparemment allusion à Banten). Lorsque Kaicili Naik revint finalement à Ternate après une mission réussie, Babullah était déjà mort. Des personnalités de l'Empire ottoman séjournaient à la cour et les Portugais écrivaient avec anxiété sur leurs contacts intimes avec des personnalités musulmanes d'Aceh, du monde malais et même de La Mecque. Le sultan a reçu quelques longs canons turcs comme cadeau très apprécié, même s'il n'est pas certain qu'ils proviennent directement de la Sublime Porte. Les Javanais de Jepara et d'autres royaumes portuaires ont également aidé Ternate via Ambon. Ces contacts lointains étaient le signe de routes commerciales animées qui s'étaient développées entre différentes parties de l'Asie depuis le XVe siècle, et qui portaient avec elles des liens religieux et culturels. Alors que la présence de l'Islam aux Moluques était inégale jusqu'au milieu du XVIe siècle, l'époque de Babullah et de ses successeurs a vu une diffusion et un approfondissement des observances religieuses, en partie en réponse aux avancées du catholicisme.

## Ternate après Babullah

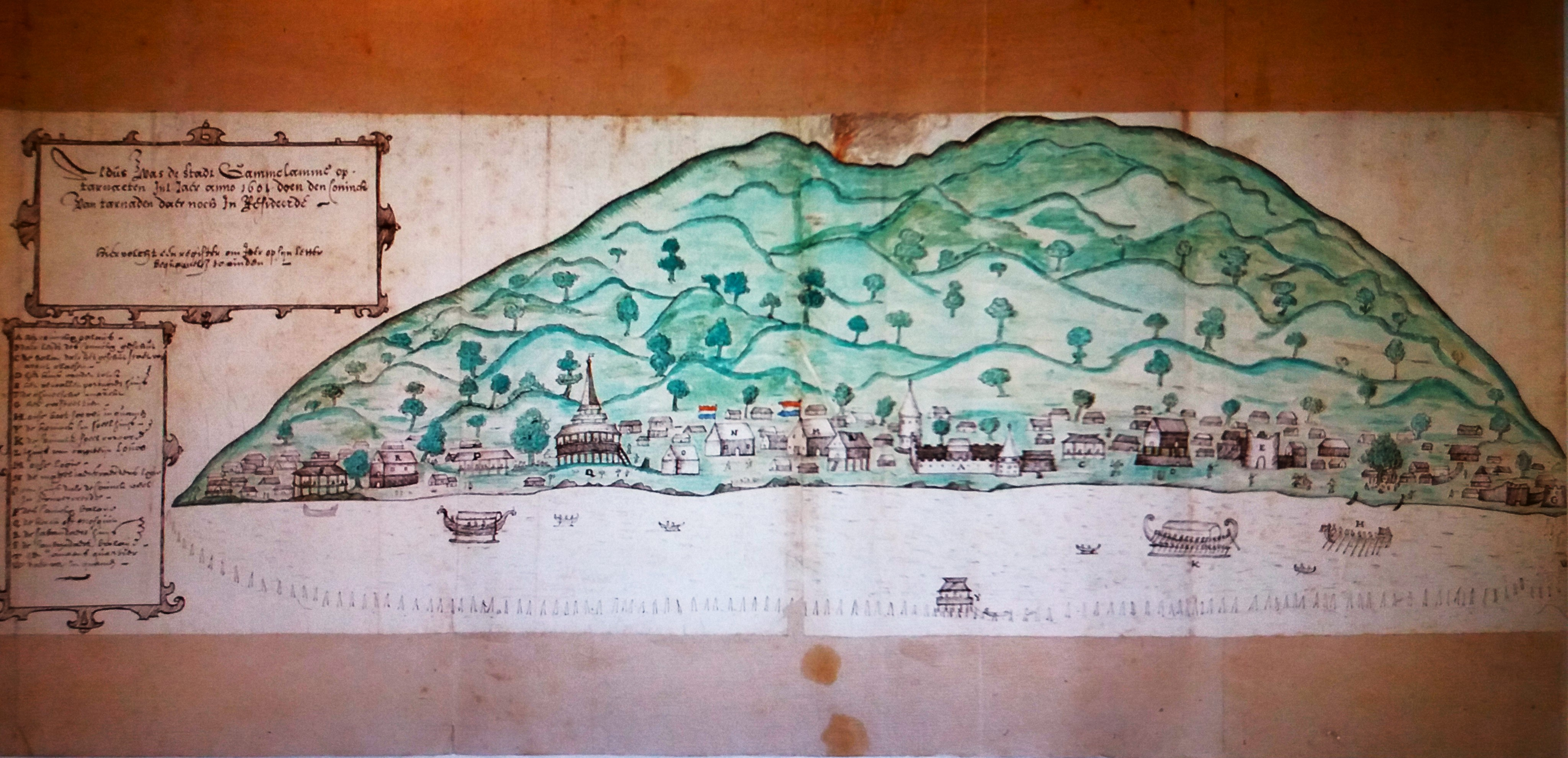
La colonie royale Gammalamo avec la forteresse (A) et la mosquée (Q) telles qu'elles apparurent quelques années après la mort de Babullah. Image panoramique de 1601.

Le sultan Babullah mourut en juillet 1583. La cause et le lieu de sa mort sont discutables. Selon une histoire tardive et peu fiable (racontée par Georg Rumphius, 1678, et François Valentijn, 1724), il fut attiré à bord d'un navire portugais et traîtreusement fait prisonnier. Le sultan fut amené vers Goa mais mourut en mer. D'autres récits affirment qu'il a été tué chez lui par empoisonnement. Le chroniqueur contemporain Diogo do Couto dit simplement qu'il est mort d'une grave maladie. Quelles que soient les circonstances, Babullah, était un leader inspirant qui a laissé un vide que ses successeurs n’ont pas pu entièrement combler. Dans l’histoire de l’Indonésie jusqu’au XXe siècle, il fut le seul grand dirigeant capable de remporter une victoire absolue et incontestée sur une puissance occidentale. Après l'époque du sultan Babullah, aucun autre dirigeant à Ternate et aux Moluques n'a égalé son calibre. Face aux nouvelles avancées espagnoles et hollandaises au début du XVIIe siècle, le tissu politique de Ternate s'est avéré trop fragile pour résister à la colonisation.
Le sultan Babullah a été remplacé par son seul fils historiquement établi, le sultan Saidi Berkat (r. 1583-1606), bien que son frère Mandar Syah ait été considéré comme ayant des prétentions plus légitimes car sa mère était de naissance supérieure. Apparemment, Babullah avait été choisi à la place de Mandar Syah en 1570 car il était l'alternative la plus fougueuse et prudente, laissant Mandar Syah avec le vain espoir qu'il finirait par succéder à son frère. Cependant, avant sa mort, Babullah a persuadé son frère Kaicili Tolu et le sultan de Tidore de soutenir la revendication de Saidi, et Mandar Syah a été écarté. Saidi a continué à faire la guerre aux Portugais et aux Espagnols avec un succès variable.

## Famille
Le sultan Babullah Datu Syah avait les épouses ou co-épouses connues suivantes :
- Bega, originaire des îles Sula, mère de Saidi
- Owutango, une princesse semi-légendaire de la baie de Tomini, mère de Saharibulan

Ses enfants connus étaient :
- Sultan Saidi Berkat (vers 1563-1628), souverain de Ternate 1583-1606
- Saharibulan, mentionné dans la tradition de Sulawesi du Nord
- Boki Ainalyakin, marié à Kodrat, sultan de Jailolo
- Boki Randangagalo, marié à un sultan de Tidore, plus tard avec un sultan de Bacan
- Une fille, mariée à un Sangaji de Motir

## Voir également
- Commerce d'épices
- Sultanat de Ternate
- Sultanat de Jailolo
- Sultanat de Tidore
- État de l'Inde

## Lectures complémentaires
- M. Adnan Amal (2002) Maluku Utara : perjalanan sejarah 1250 - 1800, Volume I . Ternate : Université de Khairun.
- Willard A. Hanna & Des Alwi (1996) Masa lalu penuh gejolak . Jakarta : Pustaka Sinar Harapan.
- PA Tiele (1877-1887) "De Europëers in den Maleischen Archipel", Bijdragen tot de Taal-, Land- en Volkenkunde, no 25 , 27 , 28   , 29 , 30 , 32 , 35 , 36 .